# Psyren
Psyren (PSYЯEN-サイレン- Sairen?) es un manga shonen escrito e ilustrado por el mangaka Toshiaki Iwashiro y fue lanzado en Japón por Shūeisha en la revista  Shōnen Jump semanal el 3 de diciembre de 2007. Ha sido recogida en 16 volúmenes, saliendo publicado el último el 4 de marzo de 2011, figurando comúnmente en las listas de más vendidos en Japón.

La serie tiene como protagonista a Ageha Yoshina, el cual es elegido por Nemesis Q para descubrir el mundo de Psyren junto con los poderes y las responsabilidades que conlleva, para poder terminar este “juego” y salvar al mundo de su fatídico futuro.
Los derechos del manga en Norteamérica han sido adquiridos por VIZ Media y está anunciada la salida del primer tomo para diciembre de 2010. En España aún no ha sido publicado.

## Argumento
Ageha Yoshina es un estudiante de secundaria problemático, pero que siempre trata de ayudar a los demás. Cuando un día va de vuelta a casa coge un teléfono público que sonaba, pero no recibe respuesta, es entonces cuando ve a Némesis Q y encuentra la tarjeta de llamada en la que se puede leer la palabra “PSYREN”.
Al día siguiente en el colegio se encuentra la cartera de una chica de su clase, Sakurako Amamiya, en esa cartera hay otra tarjeta como la que había obtenido en la cabina. Al devolvérsela ella parece agitada y trata de marcharse. Ageha advierte que está en problemas y le ofrece su ayuda, ella responde con un susurro: “Sálvame”. Tras ese encuentro Amamiya no regresa más a la escuela. 
Ageha, advierte que la desaparición de Amamiya se relaciona con Psyren y busca más información, sin embargo sus pesquisas no le llevan a ningún lado: la tierra prometida, una organización secreta, un culto, Psyren es una leyenda urbana sobre la que todos rumoran, pero de la que no existe nada verificable. Decidido a ayudar a su compañera usa la tarjeta que obtuvo de Nemesis Q para contactar con Psyren. Tras responder a un larguísimo cuestionario se le pregunta si quiere ir a Psyren. Al día siguiente, tras ser atacado por unos hombres que se hacen pasar por policías, escucha que le llaman al móvil y al coger el teléfono es transportado por Némesis Q al mundo de Psyren, se acaba de convertir en un Psyren Drifter.
Psyren está habitado por unos monstruos llamados Tavoos, los cuales matan a todos los humanos que ven. Allí se encontrará con una Amamiya gravemente herida y con Hiryuu Asaga, un antiguo compañero de la escuela primaria que había ido a Psyren para buscar a su amigo Tatsuo, los tres conseguirán llegar al punto de salida del “juego”, y así empezará a conocer los secretos de Psyren de boca de Amamiya y de su maestra Matsuri Yagumo, que les dirá que Psyren no es un juego, sino el futuro y que por haber llegado allí ellos podrán utilizar el poder reprimido de su mente, el Psi.
Los tres seguirán viajando a ese futuro para averiguar qué ha ocurrido y cambiar el presente para evitar esa catástrofe, para ello contarán con la ayuda de nuevos Psyren Drifters, Oboro Mochizuki y Kabuto Kirisaki, que les seguirán en su lucha contra WISE, la organización secreta que está detrás de tanta destrucción.

## Aspectos de la serie
La historia transcurre entre el mundo en la actualidad y el mundo en Psyren. Psyren se ha dado a conocer desde hace aproximadamente un año, desde que una multimillonaria ofrece 500 millones de yenes a aquel que consiga resolver su misterio. Aquellos que lo buscan creen que se trata de una organización secreta que realiza un juego del que nadie es capaz de volver con vida. Mucha gente busca a aquellos que tienen relación con Psyren para poder conseguir la recompensa ofrecida, pero solo unos pocos elegidos pueden llegar a saber que es Psyren en realidad.

### La tarjeta de Psyren
Para llegar a Psyren hay que ser elegido por Némesis Q,  a quienes entrega una tarjeta, y responder al cuestionario de inmigración, tras ello puedes ser llamado en cualquier momento. Cada tarjeta tiene un saldo que irá bajando según se viaje a Psyren, además hay unas instrucciones que deben seguir los Psyren Drifters:
- Te convertirás en un participante (Psyren Drifter) de este juego.
- Un Drifter es alguien que firma un contrato con Némesis Q a través de las respuestas del examen telefónico.
- El juego continuará hasta que el valor de la tarjeta se agote.
- Siempre hay que tener la tarjeta encima.
- No puedes hablar con nadie sobre Psyren excepto con otros drifters.
- Comprueba el mapa para ver el punto de salida.
- La torre es peligrosa, a menos que tengas confianza en ti mismo, no te acerques a ella.
- Los drifters que mueran se convertirán en cenizas.

Y añade unas últimas frases al final:
Junto con Némesis Q... salta a través del tiempo. Buena suerte a todos los drifters que viajan para cambiar el futuro.

### Psyren
Psyren es en realidad La Tierra pero 10 años después del presente de la serie, lo que sería 2018. Se trata de un mundo desolado, todo está destruido y desértico, en una imagen apocalíptica. Prácticamente no se puede ver el Sol debido a una gruesa atmósfera que ha sido formada tras la colisión del cometa Uroboros, y que es la que permite una mejor canalización del Psi.
La Tierra está infectada de unos monstruos llamados tavoos, y las únicas edificaciones que están en pie son unas torres que controlan la atmósfera.

### Psi
Debido a la atmósfera del futuro las personas pierden la restricción natural del cerebro, haciendo posible aprovechar la parte que normalmente no se usa, y así desarrollar el poder Psi, antes de liberarse el poder la gente sufre hemorragias nasales y una fuerte fiebre. Los usuarios de Psi o Psichicers pueden despertar poderes latentes y utilizarlos en su beneficio. El Psi es más fuerte en Psyren debido a que esta atmósfera lo canaliza mejor. Según aumente el poder de su Psi, una persona puede mejorar sus poderes y conseguir realizar otros nuevos.
El Psi se divide en varias categorías:
- Rise (aumento): Se potencia las capacidades físicas y su curación natural. Se diferencian dos tipos:

- Sense: Realza los sentidos.
- Strength: Mejora la fuerza del cuerpo y los músculos.
- Trance (ondas mentales): Capacidad de influenciar el interior de otra mente.
- Burst (ráfaga): Posibilidad de mover objetos sin tocarlos o alterarlos.

Además existen varios poderes que surgen de combinar los anteriores:
- Cure: Combinación de burst y rise. Capacidad de sanar a otras personas.
- Menace: Combinación de trance y sense. Poder detectar el peligro antes de que suceda, visiones.
- Nova: Combinación de rise, trance y burst para fusionarse con el Psi, este poder conlleva un gran peligro, ya que puede consumirte por completo.

### Grigori
Es una organización de investigación que estudiaba las capacidades psíquicas. Para ello usaban a niños para hacerles pruebas. Hasta el momento se sabe que Grana fue el # 01, Uranus el # 03, Junas el # 05, Miroku el # 06 y su hermana el # 07. 
Grana consiguió huir y destrozó el laboratorio, pero cuando volvieron a comenzar se volvieron más sádicos y crueles en sus métodos para evitar otra huida, aunque 16 años después volvió a ser destruida, esta vez por Miroku. El único superviviente fue Iba. 
En la segunda investigación había seis sujetos (# 04 a # 09), pero se centraron en # 05, # 06 y # 07. 
Para controlar el Psi de los sujetos les colocan en la cabeza unos cascos de los que salen un montón de cables, también les implantaron unos nanochips en el cerebro (pacs) que si se rompen provocarían que el sujeto no pudiera volver a usar Psi, pero es necesario un código para romperlos.
Las antiguas instalaciones de Grigori son destruidas definitivamente por Yusaka cuando Ageha, Amamiya y Matsuri se infiltran para intentar destruir a Miroku.

### Uroboros/Quat Nevas
Es un meteorito que parece tener voluntad propia, sus movimientos son impredecibles y emite una intensa luz a destellos, como si enviara señales. Se acerca a la Tierra, aunque en principio no debería chocar contra ella.
En el futuro se sabe que el meteorito se desvió definitivamente contra la Tierra. Se lanzaron misiles contra él para intentar destruirlo, lo que provocaron que saliera a la luz su extraño núcleo, que envolvió la Tierra con una extraña capa y provocó la destrucción casi total.
En el último viaje se descubre que Uroboros es en realidad Quat Nevas, una forma de vida que viaja por el espacio desde antes de que los humanos existieran, y que se alimenta de planetas. Además había convertido a Misura en su discípula para que reuniera la energía necesaria para poder devorar la Tierra.

### Lugares  destacados

#### Elmore Wood
Es la mansión de la familia Tenjuin. Pertenece a Elmore Tenjuin donde vive con los niños que ha adoptado. Gracias a su extensión es perfecta para que los niños entrenen sus habilidades sin ser vistos ni molestados.

#### La Raíz de Tenjuin
Es una guarida subterránea creada por Elmore Tenjuin con la colaboración del gobierno japonés. Se encuentra bajo el hospital de los Tenjuin en Izu y cuenta con residencias para los supervivientes, un generador eléctrico y una zona de agricultura con luz artificial. Aparece por primera vez en el cuarto viaje de los protagonistas, cuando son llevados por los chicos de Elmore Wood. En este viaje se cuenta que hay 32 residentes, aunque antes eran tres veces más, pero algunos se fueron buscando un lugar mejor y otros murieron.

#### Astral Nova
Cuartel general de WISE en el futuro. Allí es donde viven Miroku Amagi y sus Star Commander, y desde donde dirigen sus operaciones.

#### Torres de neurocontrol
Son unas torres creadas por WISE y que se encargan de evitar que en la capa que envuelve a La Tierra aparezcan agujeros y así evitar que entre la luz solar, la cual mataría a los tavoos.

## Personajes

### Protagonistas
Ageha Yoshina (夜科 アゲハ Yoshina Ageha?)
Estudiante de secundaria algo problemático que se ofrece a resolver los problema de los demás. Recibe una tarjeta para viajar a Psyren, y cuando su compañera Sakurako Amamiya desaparece no duda en usarla. Viajará a Psyren y conocerá sus secretos y los poderes Psi, que le ayudarán para conseguir desvelar que ha pasado para que el mundo quedara devastado y la manera de evitarlo en el presente.
Sakurako Amamiya (雨宮 桜子 Amamiya Sakurako?)
Estudiante de secundaria y compañera de Ageha, pide ayuda a este cuando tiene que viajar cierta vez a Psyren. Lleva medio año entrando antes de que lo hiciera Ageha, y sabe usar muy bien Trance y Rise. Ayudará a Ageha y a Hiryuu a entrenar su Psi para que la ayuden a descubrir la forma de solucionar el futuro.
Hiryū Asaga (朝河 飛龍 Asaga Hiryū?)
Antiguo compañero de primaria de Ageha y Amamiya, es conocido como “Dragón Asaga”, y entra en Psyren con la intención de encontrar y llevar a casa a su amigo desaparecido, Tatsuo. Como Ageha, irá descubriendo sus poderes y desarrollándolos. Hará todo lo posible por ayudarles mientras sigue con su misión.
Oboro Mochizuki (望月 朧 Mochizuki Oboro?)
Ídolo de la televisión que realiza las cosas según sus apetencias y su curiosidad. Toma mucho apego a Ageha por su forma de ser, buscando cualquier excusa para abrazarle.
Kabuto Kirisaki (霧崎 カブト Kirisaki Kabuto?)
Es un buscavidas mujeriego que hace las cosas según le empuje su corazón. Es un cobarde que suele salir de los líos corriendo. Además es algo vago y quiere solucionar su vida por la vía más rápida.
Némesis Q (ネメシスQ Nemeshisu Q?)
Es el extraño ser que elige a las personas para ir a Psyren. Cuando habla, tiene voz de mujer, y ataca a todo aquel que, después de haber llevado a cabo el examen de inmigración, intente difundir cualquier dato de Psyren.
Matsuri Yagumo (八雲 祭り Yagumo Matsuri?)
Famosa pianista y antigua Psyren Drifter. Ha enseñado a Amamiya, y luego entrena a todos los demás. Consiguió gastar todos los puntos de su tarjeta, pero no logró conseguir toda la información necesaria, por eso se alía con Amamiya para que esta siga su trabajo.

### Elmore Wood
Elmore Tenjuin (天樹院 エルモア Tenjuin Erumoa?)
Anciana con poderes de predicción que ofrece una enorme recompensa por información sobre Psyren. Tiene a su cuidado a cinco niños con poderes, a los que enseña y entrena para intentar evitar que llegue el futuro que ella ha visto.
Kyle Tenjuin (天樹院 カイル Tenjuin Kairu?)
Uno de los niños que está en Elmore Wood. Es bastante travieso y le gusta jugar. Le toma enseguida cariño a Ageha, al que trata como si fuera su hermano mayor.
Frederica Tenjuin (天樹院 フレデリカ Tenjuin Furederika?)
Niña de Elmore Wood. Es bastante creída, y tiende a intentar ser el centro de atención. Maltrata a Marie, aunque es la que más se preocupa por ella cuando tiene problemas. A veces se deja llevar por sus emociones, llegando a ser muy peligrosa.
Marie Tenjuin (天樹院 マリー Tenjuin Marī?)
Niña de Elmore Wood. Es tímida, y quita importancia a todo lo que ella es capaz de hacer. Siempre sigue a Frederica y da lo mejor de sí. Es muy vergonzosa con la gente, en especial con Ageha, y sobre todo cuando este la halaga.
Van Tenjuin (天樹院 ヴァン Tenjuin Van?)
Niño de Elmore Wood. Es muy callado y tiende a no destacar. Suele ir siempre con la señora Elmore a todos lados para ayudarla.
Shao Tenjuin (天樹院 シャオ Tenjuin Shao?)
Niño de Elmore Wood. Es el más racional de todos, siempre piensa en todo y se pasa grandes ratos meditando. La señora Elmore le tiene en gran consideración y siempre escucha su opinión.

### WISE
Los WISE son una organización formada por Psichicers que se proponen llevar a cabo un renacimiento mundial. Está liderada por su líder, Miroku Amagi, y sus Star Commander, quienes viven en su cuartel general, llamado Astral Nava. Se han implantado en sus cuerpos un núcleo llamado “Illumina”, que incrementa su poder Psi y ralentiza su envejecimiento; además, elimina la necesidad de alimentarse, ya el núcleo toma todo lo necesario de la atmósfera. En el futuro están construyendo torres de control. Se encargan de crear a los tavoos a partir de humanos, y los ponen a su servicio para matar o atrapar a aquellos humanos que hayan sobrevivido. 
Sus miembros son:
Miroku Amagi (天戯弥勒 Amagi Miroku?) (Líder)
Grana (グラナ Gurana?) (Star Commander N.º 1) (Tenshura)
Junas (ジュナス Junasu?) (Star Commander N.º 2) (Kamikiri)
Uranus (天王星 Uranusu?) (Star Commander N.º 3, muerto) (Deep Freezer)
Shiner (シャイナ Shaina?) (Star Commander N.º 3 (3º y 4º viaje), 4 (5º viaje), muerto) (Teleporter)
Dholaki (ドルキ Doruki?) (Star Commander N.º 5, muerto) (Explosia)
Vigo (ビゴ?) o Eiji Kise (鬼瀬鋭二 Kise Eiji?) (Star Commander N.º 5 (5º viaje)) (Zone Diver)
Caprico (カプリコ Kapuriko?) o Riko Hachiboshi (里子?) (Star Commander N.º 4 (3º viaje), 6 (5º viaje)) (Creator)
Misura (ミスラ Misura?) (Miembro del Consejo Superior de WISE) (Bonfire)

### Tavoos
Los “Tavoos” son seres humanos que han sido modificados genéticamente mediante la implantación de un núcleo en sus cuerpos. Por lo general no suelen conservar su forma original, la mayoría se asemejan a animales o a seres amorfos, aunque aquellos con una fuerza de voluntad muy grande conservan, en diferente medida, su forma humana, llegando incluso a ser capar de recordar y razonar fuera del control de WISE. Son usados por esta organización como guardianes de las diferentes áreas desérticas en lo que se ha convertido el mundo. Sus núcleos no soportan la luz del Sol, de ahí la importancia de la barrera del cielo.

## Manga
Psyren fue lanzado por Shūeisha el 3 de diciembre de 2007 en la  Shōnen Jump semanal. El 2 de diciembre de 2010 salió el capítulo 145, dando por finalizada la serie. Psyren ha sido recogida en 16 volúmenes, siendo publicado el último el 4 de marzo de 2011.

## Novelas ligeras
El 3 de septiembre de 2010 salió la primera novela ligera de Psyren, titulada "Another Call 1 – Crimson Birth". En ella hay cuatro historias cortas y un omake. Su portada es conjunta con la portada del volumen 13, creando una imagen mayor al ponerlas juntas.
La segunda novela ligera de Psyren se publicó el 4 de marzo de 2011, a la vez que el volumen 16. Se titula "Another Call 2 - Tu futuro se halla en tus manos", y cuenta con tres historias cortas. Al igual que pasó con las portadas de Another Call 1 y el volumen 13, la portada de esta segunda novela corta y del volumen 16 se pueden combinar para ver una imagen mayor.

## Recepción
El escritor de Anime News Network, Carlos Santos, encuentra la serie como una "serie sólida Shonen" dado que en las peleas los personajes usan el "cerebro para ganar las batallas" en vez de "obteniendo un nuevo superpoder o mejorando su fuerza interior exageradamente". La falta de grandes arcos de historia sobre entrenamientos y de que el "bien contra el mal" estuviera muy enfatizado, también fueron alabados por Santos quien comentó que esos eran el "lado bueno" del género Shônen. Sin embargo, criticó que el dibujo del manga se pareciera mucho al de Bleach.